# Managed DirectX
Managed DirectX (albo krócej MDX) – API do programowania z użyciem DirectX na platformę .NET firmy Microsoft.